# Miguel Braga
Miguel Braga (1948, Porto) é um pianista, compositor e arranjador/produtor português.

## Biografia
Miguel Braga nasceu no Porto em 1948. Desde muito cedo teve aulas de piano. Mais tarde, trocou o curso de engenharia pela música.
Nos anos 70, fez parte de grupos como A Lanterna, A Grelha e Kama Sutra. Com a parceria de Fernando Girão, criam uma sonoridade própria com influências de jazz e música brasileira.
Em 1984, integra o Quinteto Paulo de Carvalho.
Com André Sarbib, forma, em 1986, o projecto Via Nort. Lançam o disco Greenwish.
Miguel Braga lança em 1990 o seu primeiro CD –“RITUAL”. O disco foi o primeiro álbum de Miguel Braga e o primeiro CD editado pela Numérica. "Ritual" é um disco essencialmente instrumental, constituído por trabalhos originais e arranjos de temas tradicionais portugueses.
Decide lançar o seu primeiro disco depois de um longo percurso constituído por espectáculos no Hot Clube de Portugal, clubes de jazz de Madrid e Paris, programas de televisão, jam-sessions com Chick Corea, Ivan Lins, Miles Davis Band, entre outros.
Em 1992, desloca-se aos Estados Unidos da América. Aí concretiza uma série de espectáculos em vários clubes de Los Angeles, emparceirando com vedetas do jazz, como Abraham Laboriel, Don Grusin, Ernie Watts, entre outros.
O disco "Gaia", editado em 1992, é uma homenagem ao planeta Terra. André Sarbib e Fernando Girão são dois dos músicos que participam neste disco. 
O disco "Jazzy Arias" é editado em 1993.
Em 1995, participa no espectáculo "Ivan Lins, Paulo de Carvalho... e Amigos". Foi também o produtor Musical do CD "Cantos Matutinos" de Noé Gavina.
Em 1996, é o director musical da cantora Lara Li. Produz o CD "Grito em Silêncio" de Mário Couet.
No ano seguinte, é o produtor do disco "Viajar com os Sentidos" de João Matos e Band'Alma. 
Colabora nos discos "Simone me Confesso" de Simone de Oliveira, fazendo arranjos; e “Margens" de Carlos do Carmo.
Colabora nos discos "Outros Fados", "Dias de Amanhã" e "Cantos da Alma" de Fernando Girão.
Em 1999, é autor e director musical dos espectáculos "Tributo a Elis" e "Tributo a Ella".
Em 2000, participa na Gala dos Chefes de Estado e Governos da CPLP (Moçambique). Co-produtor e arranjador do CD “"Presente" das brasileiras Lúdica Música. 
Em 2001, cria o projecto "Trilho Acústico", em colaboração com a cantora Diana Basto. Participou nos Festival RTP da Canção de 2000 e 2001, com o temas "Vai à Procura" e "Secreta Passagem", respectivamente, interpretados por Mónica Ferraz.
Forma o projecto "TRANSA ATLÂNTICA" com os instrumentistas brasileiros Márcio Montarroyos e Portinho, com quem participa no 3.º Funchal Jazz.
Em 2003, participa no VII Matosinhos em Jazz, com os convidados Flora Purim e Airto Moreira.
Em 2005, é editado o álbum "Secreta Passagem" de Miguel Braga e amigos destinado a comemorar os 40 anos de carreira do músico, compositor e produtor Miguel Braga. No disco participaram nomes como: Carlos do Carmo, Diana Basto, Fernando Girão, Ivan Lins, Lara Li (o tema em maior destaque), Marcio Montarroyos, Nanã Sousa Dias, Paula Oliveira, Paulo de Carvalho, Pedro Abrunhosa, André Sarbib, Ricardo Rocha e Victor Merlo, entre outros.
O projecto "Transa Atlântica" apresenta-se ainda no Brasil - "100 anos do Porto de Vitória (Espírito Santo)", no Matosinhos em Jazz (2007) com Ernie Watts, no 1.º Festival de Jazz de Santarém, em Maputo a convite do Instituto Camões, no Dubai (UAE) - "Portuguese Jazz", no Jazz'n Gaia (2008) c/Ivan Lins, entre outros.
Participação no XXV Festival de Jazz de Madrid com Ivan Lins e António Serrano e apresentação na Casa da Música (2009). Novo CD "Levemente" (Lara Li e Miguel Braga (2010)). 7.º Douro Jazz. Gravação "ao vivo" de TRANSA ATLÂNTICA e PIANO piano (piano solo). 2011 - "IVAN LINS convida MIGUEL BRAGA" no Theatro Circo Braga e "2 AMIGOS, 2 PIANOS" (com André Sarbib) na Casa da Música. 2012 - "Festival de Jazz e Bossa de Sta Teresa (ES) BRASIL c/ Ricardo Silveira, Arthur Maia e Kiko Freitas. 2012 (Dezembro) - Novo CD "LIKE A TREE", de composições originais com ramificações jazzísticas. 2014 - Colaboração na produção, arranjos e execução do espectáculo "Os Lados do Mar", homenagem a José Luís Tinoco. 2016 - Novo CD "LINSTRUMENTAL", MIGUEL BRAGA TriO playing the music of Ivan Lins. 2019 - Novo CD "HOTEL MUZIKA" de composições originais. 2021 - Novo CD "PASSAGEM" de composições originais. 2023 - Novo CD "PRÓXIMO"  de composições originais.         

## Discografia
- Ritual - Numérica - 1990
- Gaia - Numérica - 1992
- Jazzy Arias - 1993
- Secreta Passagem - Numérica - 2005
- Live - 2006
- Piano piano - 2009
- Levemente (com Lara Li) - Jbj - 2010[6]
- Like a Tree - Numérica - 2012
- Linstrumental - Edição de Autor - 2016
- Hotel Muzika - Edição de Autor - 2019
- Passagem - Edição de Autor - 2021
- Próximo - Edição de Autor - 2023